# 上野コオイチ
上野 コオイチ（うえの コオイチ、1968年12月20日 - ）は日本の映画監督、演出家、脚本家、CMプランナー。

## 来歴
神奈川県横浜市生まれ。
1994年、株式会社アドステッカーでグラフィックデザイナーとして商品を手がけたのち、97年「アナウンサー朗読舞台·ラブストーリー(CX)」でフロアディレクター、「今夜だけのラヴソング<矢沢永吉出演>(ABC)」ロケディレクター、「いないいないばあっ!(NHK)」でキャラクターデザイン、演出、ディレクターデビュー。 
株式会社コクーンに入社後、 飯田譲治監督の「アナザヘヴン」、下山天監督の「イノセントワールド」・「弟切草」、福田是久監督の「岡本真夜、MUSIC VIDEO」数本に参加し演出を学ぶ。 
独立後、ミュージックビデオやコマーシャル、テレビ番組も多く手がけ、富士急ハイランドの『戦慄迷宮』を初期から企画・映像演出を行うなどイベント関連にも携わり、近年では精力的に劇場映画も監督している。 
バイリンガルのくにいさやかとタッグを組み、国際的な作品制作も得意としている。千葉真一の遺作となる映画『Yangon runway（仮）』はミャンマーとの合作映画である。武田梨奈も共演のアクション映画で更なる追撮の後、編集に入る予定。 
映画監督のジョン・ランディスとデイヴィッド・リンチのファンであることを公言。 

## 作品

### ドラマ・映画
- 『はとにまめでっぽ!』 - 監督・原案・脚本 （2001年）
- 『an inverted triangle』 - 監督・原案・脚本（2001年）
- 『Vague Memory!』 - 監督・原案・脚本（2002年）
- 『LOVE and GO!』 - 監督・脚本（2003年）
- 『TAKE OFF!』 - 監督・脚本（2004年）
- 『moon』 - 監督・脚本（2005年）
- 『ナツムシ』 - 監督（2006年）
- 『ワタシ2.1』 - 監督・脚本 （2007年）
- ヨシモト100本映画『夢中戦隊スターレンジャー』 - 脚本（2008年）
- 『冬の怪談』 - 監督・脚本（2009年）
- 『LOVE POLICE』 - 脚本(2011年）
- 『眠り姫』 - 監督・脚本（2014年）
- 『Yangon runway/(ミャンマー合作映画)』 - 監督・脚本 （撮影中）
- 『僕を呼ぶ声』 - 監督・脚本（編集中）

### ミュージックビデオ
- 吉野裕行/情熱アンソロジー
- 佐伯ユウスケ/ダンシング(アニメ·弱虫ペダルオープニング)
- 佐伯ユウスケ/タカイトコロ(アニメ·弱虫ペダルエンディング)
- 大原ゆい子/透明な翼(アニメ·リトルウイッチアカデミアエンディング)
- 佐伯ユウスケ/ナウオアネバー(アニメ·弱虫ペダルエンディング)
- 桜井美南/今かわるとき(ドラマ・なぞの転校生主題歌)
- アイドリングNEO/Sakuraホライズン
- the HANGOVERS/リラ
- UPLIFT SPICE/二十三夜
- my way my love/ACUPUNCTURE MAN
- the HANGOVERS/rainy starlust
- NoRegretLife/Daybyday
- UPLIFT SPICE/花火の色
- NoRegretLife/右手の在処
- the HANGOVERS/フロアライト
- NoRegretLife/憧れの果て
- Caravan/Heavenly
- 奥華子/魔法の人
- ピンクリボン軍/セチガラバラッド
- Buzy/Be Somewhere(アニメ·ロックマン主題歌)
- ピンクリボン軍/初恋
- BOY STYLE/ココロのちず(アニメ·ワンピース主題歌)
- Buzy/一人一途
- Fortuna/ONE WISH
- SpinnaBill/君ニ幸アレ
- WRONG SCALE/End of pain
- WRONG SCALE/The day rain changes to the rainbow
- EXILE/Your eyes only 　　　　他

### コマーシャル
- TOYOTA ラクティス
- BMB UGAスペシャルコンテンツシリーズ
- コナミ Win and Shine (ウイニングイレブン)
- TOYOTA ポルテ
- はなまる はなまるうどん
- 倉敷化工
- 岡山県警察 交通マナー促進
- テクモ 零~紅い蝶~
- 横浜銀行 クイッキー
- 外務省 COP10/MOP5国際会議告知映像 　他